# مستوصف الهفوف الوطني
مستوصف الهفوف الوطني هو إحدى الوحدات الصحية الموجودة بالأحساء بالمملكة العربية السعودية.

## الموقع
يقع المستوصف بحي الطالعية بشارع الماجد بجانب شارع الجوالات بمدينة الهفوف.

## التأمين الطبي
يُعد مستوصف الهفوف الوطني ضمن مستشفيات التعاونية للتأمين الطبي في الأحساء. وتُعتبر شركة التعاونية للتأمين الطبي من أكبر الشركات العاملة في المجال الصحي في المملكة العربية السعودية حيث تضم الكثير من المستشفيات وتحرص على تقديم أفضل الخدمات الصحية، وتوفير أحدث سيارات الإسعاف والنقل الطبي المجهز للمرضى، وكل ذلك بأسعار مخفضة، حتى تتمكن أكبر فئة من الشعب السعودي من الحصول على الخدمات الطبية.